# Бонке Інносент
Бонке Інносент (англ. Bonke Innocent, нар. 20 січня 1996, Кадуна) — нігерійський футболіст, півзахисник «Лор'яна» і збірної Нігерії.

## Ігрова кар'єра
Народився 20 січня 1996 року в місті Кадуна. Вихованець футбольної школи клубу Bujoc на батьківщині.
У дорослому футболі дебютував 2014 року виступами за норвезьку команду «Ліллестрем», в якій провів три роки, взявши участь у 54 матчах чемпіонату.
2 серпня 2017 року за 800 тис. євро перейшов у шведський «Мальме». Станом на 30 жовтня 2019 року відіграв за команду з Мальме 28 матчів в національному чемпіонаті.
| Дата       | Місто     | Господарі  | Результат | Гості   | Турнір            | Голи | Примітки |
| ---------- | --------- | ---------- | --------- | ------- | ----------------- | ---- | -------- |
| 7-9-2021   | Мінделу   | Кабо-Верде | 1 – 2     | Нігерія | Відбір до ЧС 2022 | -    |          |
| 10-10-2021 | Дуала     | ЦАР        | 0 – 2     | Нігерія | Відбір до ЧС 2022 | -    | 74'      |
| 25-3-2022  | Кумасі    | Гана       | 0 – 0     | Нігерія | Відбір до ЧС 2022 | -    | 62'      |
| 28-5-2022  | Арлінгтон | Мексика    | 2 – 1     | Нігерія | товариський матч  | -    | 46'      |
| Усього     |           | Матчів     | 4         |         | Голів             | 0    |          |

## Титули і досягнення
- Чемпіон Швеції (3):

«Мальме»: 2017, 2020, 2021